# 米夏埃尔·格雷策尔
米夏埃尔·格雷策尔（德語：Michael Grätzel，1944年5月11日—），瑞士化学家。

## 生平
1944年，格雷策尔出生于多夫歇姆尼茨。他目前是洛桑联邦理工学院教授，领导光子学和界面实验室。他是介观材料和它们的光电子应用的电子传递反应和能源研究的先驱。在1988年，他与Brian O'Regan共同发明了一种新型的基于染料敏化的介观氧化物粒子的太阳能电池，并率先将纳米材料用于锂离子电池。
他是超過900論文和兩本書的作者，和發明了或共同發明了50項專利的發明人；他是康奈爾大學的瑪麗·厄普頓訪問教授（Mary Upton Visiting Professor）、新加坡國立大學的傑出訪問教授，以及阿卜杜勒阿齐兹国王大学的杰出科学家。他曾是加州大学伯克利分校、卡尚高等师范学校（巴黎）和代尔夫特理工大学的访问教授。

## 荣誉
- 2006年，获Balzan Prize。
- 2010年6月9日，由於他開發染料敏化太阳能电池，格雷策尔獲得千禧年科技獎（Millennium Technology Prize），在芬蘭赫尔辛基由芬蘭總統塔里娅·哈洛宁親自授予他80萬歐元現金的大獎。[8]
- 2012年，获阿尔伯特·爱因斯坦世界科学奖。[9]
- 2013年，获Marcel Benoist Prize。
- 2015年，获费萨尔国王国际化学奖（英语：King Faisal International Prize）。
- 2017年，获世界能源奖（英语：World Energy Prize）。